# 霊魂の不滅
『霊魂の不滅』（原題：Körkarlen）は、1921年製作のスウェーデン映画。ヴィクトル・シェストレム監督によるサイレント映画。

## ストーリー
大晦日、破滅的な生活を送るアルコール使用障害の中年男ダヴィッド・ホルムは、飲み仲間たちから恐ろしい「幻の馬車」の噂を聞きつける。大晦日の夜に死んだ罪人は、その次の年に死神に付き従って、死者の魂を集める馬車の馭者を一年間務めなければならないというのだ。
そしてダヴィッドは仲間たちとの突発的な喧嘩によって、新年になる直前に命を落としてしまう。ダヴィッドの霊魂が墓地に横たわる自分の死体を見下ろしていたところ、「幻の馬車」がやってくる。馬車の馭者を担当しているのは、一年前に命を落としたダヴィッドの旧友ゲラーだった。
ゲラーはダヴィッドに対し、嘗ての彼が如何に家族思いの男であったかを告げる。そして悪い仲間と付き合ってから、妻のアンナや救世軍の少女エディスに対して酷い振る舞いをするようになったダヴィッドを糾弾する。ゲラーに導かれてダヴィッドは、生と死の狭間の中で、自らの罪を悔いる旅に出る。

## キャスト
- ダヴィッド・ホルム - アル中の怠け者：ヴィクトル・シェストレム
- アンナ・ホルム - 妻：ヒルダ・ボルグストレム
- ジョルジュ - 死神の馬車の馭者、1年前に死んだ旧友：トーレ・スヴェンボルグ
- シスター・エディス - 救世軍のシスター：アストリッド・ホルム
- エディスの母親 - ：コンコルディア・セランデル
- シスター・マリア - 救世軍のシスター：リサ・リンドブロム
- ダヴィッドの弟 - ：エイナル・アクセルソン

## 製作
1912年に発表されたセルマ・ラーゲルレーヴの小説『幻の馬車』が原作である。監督であるヴィクトル・シェストレムが、主演と脚本も担当している。原作を読んで感銘を受けたシェストレムは、1920年の春に映画の脚本を執筆。そして4月上旬に原作者のラーゲルレーヴの許諾を得て、5月18日に撮影が開始された。映画が完成したのは、同年の7月下旬だったという。

## 公開
1921年1月1日に本国スウェーデンで公開。程なくスウェーデン国外でも上映され、世界的な評価を受けた。フラッシュバックを多用した物語構造や、二重露光を駆使して撮影された幻想的な映像美は、製作当時としては革新的なものであった。「血も涙もない冷たい社会の中で少しずつ崩壊していく人間の尊厳」と、「それによって狂気にかり立てられ蛮行に及ぶ社会の犠牲者たち」が作品の主要なテーマであると言われている。

## 評価
現在ではスウェーデン時代のシェストレム監督の最高傑作であると同時に、スウェーデン映画史上で最も重要な作品の一つに数えられている。後続の映画監督に与えた影響も大きく、例えばイングマール・ベルイマンは本作品のことを、「本当の意味で衝撃的だった最初の映画体験」だったと述べている。映画評論家のピーター・コーウィーは、『野いちご』冒頭の悪夢のシーンで、ベルイマンが『霊魂の不滅』から直接的な影響を受けた可能性を指摘している。